# Bà Chúa Kho (Hà Nội)
Bà Chúa Kho tên thật là Lý Thị Châu (? - ?), tục gọi là Châu Nương, là một viên quan nhà Trần (1225-1400) trong lịch sử Việt Nam. Khi mất, bà được xem là một bậc thần nhân. Do công lao của bà đối với dân tộc và đất nước lớn nên bà được nhân dân tôn vinh gọi là Bà Chúa kho.

## Cuộc đời
Lý Thị Châu sinh ngày 12 tháng 2 âm lịch tại phường Võ Trại trong kinh thành Thăng Long (nay là phường Giảng Võ, quận Ba Đình, Hà Nội, Việt Nam).
Cha bà là Lý Quýnh, quê ở làng Cổ Pháp (nay thuộc phường Đình Bảng, thành phố Từ Sơn, tỉnh Bắc Ninh), làm chức Điện hộ binh lương đời nhà Trần, chuyên giữ gìn kho lương cho quân lính. Khi đến đóng quân trong kinh thành, ông cưới vợ ở phường Võ Trại, rồi bà ra đời sau đó. 
Thuở nhỏ, Lý Thị Châu theo học ở phường Bích Câu. Theo sử liệu thì bà là người vừa có tài văn võ lại vừa có nhan sắc.
Năm bà 18 tuổi, cha bà mất. Đến năm 22 tuổi, bà nhận lời về làm vợ một viên Thái bảo họ Trần (không rõ tên), làm chức Đốc bộ ở Châu Hoan (nay là Nghệ An & Hà Tĩnh).
Tháng 2 năm 1285, một đạo quân Nguyên do tướng Toa Đô chỉ huy từ nước Chiêm Thành tràn vào cướp phá Châu Hoan. Thái bảo Trần đem quân chống ngăn không được, đành phải rút quân về giữ Diễn Châu (thuộc xứ Nghệ An) và củng cố lại lực lượng.
Trước tình thế khó khăn này, Lý Thị Châu tự nguyện đứng ra chỉ huy quân sĩ bảo vệ kho lương, lo việc hậu cần cho binh si, để chồng yên tâm ra trận mạc.
Cuối tháng 5 năm 1285, quân đội nhà Trần đánh đuổi được quân Nguyên ra khỏi cõi bờ, hai vợ chồng bà được triệu về kinh. Thái bảo Trần nhận chức Tiền quân duệ thành có nhiệm vụ cai quản đạo quân bảo vệ kinh đô, còn bà thì được cử coi sóc kho phủ Phụng Thiên.
Cuối tháng 12 năm 1287, sau khi chỉnh đốn lực lượng, quân Nguyên lại chia làm 3 cánh tiến đánh Đại Việt.
Nhận thấy thế và lực của đối phương quá mạnh, vua quan nhà Trần quyết định rời khỏi Thăng Long để bảo toàn lực lượng. Ngay sau đó, Thái bảo Trần được lệnh phải cố chặn quân Nguyên ở phía sông Hồng, và ông đã tử trận sau nhiều ngày cầm cự để vua quan cùng quân sĩ rút lui được an toàn.
Nghe tin chồng đã mất, kinh thành sắp thất thủ, Lý Thị Châu cố nén đau thương để làm nhiệm vụ của mình. Ngay lập tức, bà sai quân chuyển kho, cất giấu của cải và lương thực.
Khi mọi chuyện đã thu xếp xong, bà lấy khăn hồng thắt cổ tự vẫn.

## Tưởng nhớ
Cuối tháng 4 năm 1288, bị phản công, quân Nguyên tháo chạy về nước. Khi xét thưởng, Lý Thị Châu được truy tặng là Quản trưởng quốc khố công chúa, và cho lập đền thờ bà ở Giảng Võ (Hà Nội) và các làng ở Diễn Châu (có cả thảy 22 nơi lập miếu thờ), tức nơi bà cùng chồng đóng quân khi xưa.
Quyển Thần phả lưu giữ ở đình Giảng Võ chép về bà như sau, trích:
Bà sinh ra ở phường Võ Trại. Bà là một bậc thần nhân...Bà nhập học ở nhà tiên sinh phường Bích Câu – Trường An. (Bà) văn võ toàn tài, đời vua Trần Thái Tông, Trần Nhân Tông, bà kiên cường chống quân ngoại xâm xâm chiếm nước Nam...(Bà) có nhiều công lao với đất nước.
Bà được phong là Chủ Khố Phu Nhân...nhà vua truyền dựng đền thờ Bà ngay trong khu kho để nước nhà thờ cúng...lại truyền cho phường Võ Trại tu sửa lại cung doanh để thờ tự, lấy nơi ở cũ làm đền thờ chính. Còn nhiều nơi cũng được lập thờ Bà...Bà được cấp 13 đạo sắc phong.
Đình thờ Bà Chúa Kho ở Giảng Võ tọa lạc tại ngõ 612 đường Đê La Thành (phường Giảng Võ, quận Ba Đình, Hà Nội), và đã được xếp hạng di tích lịch sử năm 1994. Ngoài ngôi thờ chính này và các ngôi thờ ở Diễn Châu, còn có hai nơi khác thờ vọng Bà, đó là đình Ngọc Khánh và đình Hào Nam. Hàng năm, vào ngày sinh và ngày mất của Bà, các nơi thờ phụng Bà đều có tổ chức lễ kỉ niệm.

## Cần nghiên cứu thêm
Trong một bài viết trên website Đài Phát thanh và Truyền hình Hà Nội, thì: 
Trong chiến chống quân Nguyên lần thứ 2, Trần Thái Bảo chỉ huy, chặn giặc, bảo vệ cuộc rút lui của triều đình, còn Châu Nương chỉ huy quân lính chuyển kho, cất giấu của cải và lương thực. Khi nghe tin chồng tử trận, sau khi giấu kín an toàn kho lương, bà đã lấy khăn hồng thắt cổ tự vẫn để giữ gìn tử tiết (theo lễ giỗ thì bà mất ngày 20 tháng 7 âm lịch).
Nhưng căn cứ lời kể trong Các nữ thần Việt Nam và Giai thoại về phụ nữ Việt Nam, thì Lý Thị Châu đã tử tiết trong kháng chiến chống quân Nguyên lần thứ 3 thời vua Trần Nhân Tông (đã lược kể ở bên trên). Tuy nhiên, cuộc chiến này chỉ diễn ra từ tháng 12 năm 1287 đến cuối tháng 4 năm 1288, nên khi so lại ngày mất của bà (20 tháng 7 âm lịch) và câu trong thần phả: Đời vua Trần Thái Tông, bà kiên cường chống quân ngoại xâm... thì sai lệch với lời đã kể.